# Ангъчи
Ангъчите (Tadorna), наричани още килифари или пеганки, са сравнително едри представители на семейство Патицови (Anatidae), разред Гъскоподобни (Anseriformes). Плуват добре, но се гмуркат само малките. Летят добре.

## Разпространение
Населяват предимно крайбрежията на соленоводни и по-рядко сладководни басейни. В България се срещат следните два вида:
- Tadorna ferruginea (Pallas, 1764) – Червен ангъч,
- Tadorna tadorna (Linnaeus, 1758) – Бял ангъч.

## Начин на живот и хранене
Ангъчите се хранят предимно с храна от животински произход: ракообразни, насекоми, мекотели и различни други видове дребни безгръбначни. Зимно време често преминават на растителна храна.

## Размножаване
Моногамни птици. Предпочитат да гнездят в дупки в земята, като за целта използва изоставените дупки на язовци, лисици и др. Гнездото правят на сравнително голяма дълбочина в дупката, до около 3-4 m. При липса на дупка могат да го построят и в скална цепнатина, разрушена постройка или просто на земята сред по-гъста растителност. Гнездото може да се намира дори на километър от най-близкия воден басейн. Гнездото е обилно постлано с пух. Снасят между 6 и 18 яйца, но най-често 8-9. Мъти единствено женската в продължение на 27-29 дни.

## Допълнителни сведения
В миналото ангъчите са били ловен обект в България, но поради намалялата им численост и двата представители на рода са включени в Червената книга на защитените видове. Когато е бил по-често срещан, белият ангъч е бил понякога отглеждан редом с другите домашни птици и успешно е изпълнявал функцията на пазач на ятото, като е издавал крясъци и смело се хвърлял срещу неприятелите.

## Списък на видовете
- род Tadorna -- Ангъчи
  - Tadorna cana (J. F. Gmelin, 1789)
  - Tadorna cristata (Kuroda, 1917)
  - Tadorna ferruginea (Pallas, 1764) -- Червен ангъч
  - Tadorna radjah (Lesson, 1828)
  - Tadorna tadorna (Linnaeus, 1758) -- Бял ангъч
  - Tadorna tadornoides (Jardine & Selby, 1828)
  - Tadorna variegata (J. F. Gmelin, 1789)